# Austrorhynchus maldivarium
Austrorhynchus maldivarium är en plattmaskart som beskrevs av Tor Karling 1977. Austrorhynchus maldivarium ingår i släktet Austrorhynchus och familjen Polycystididae.
Artens utbredningsområde är Indiska oceanen. Inga underarter finns listade i Catalogue of Life.